# Pieris brassicae

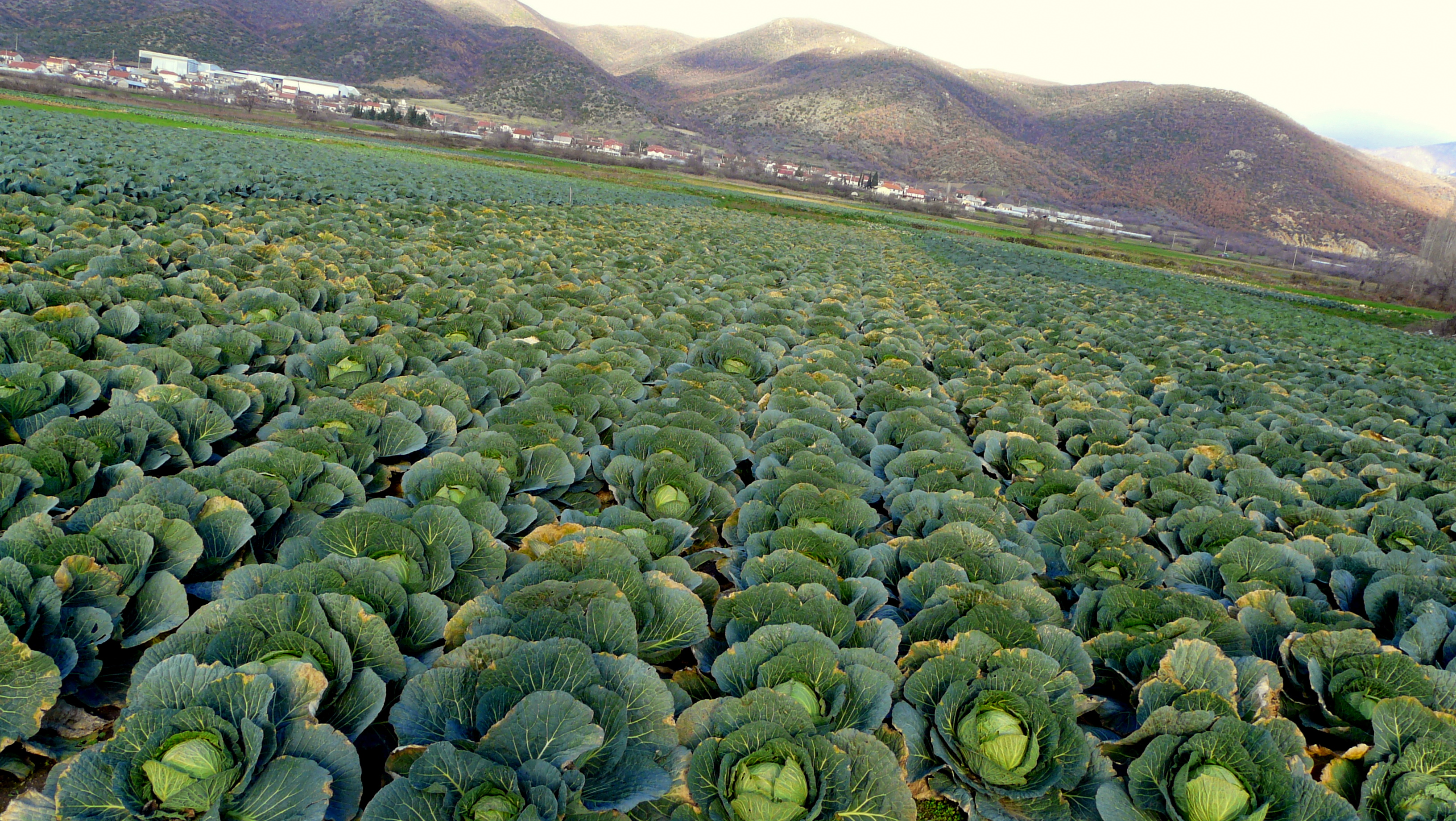
P. brassicae, Dojran, Macedonia

Pieris brassicae là một loài bướm trong họ Pieridae. Loài bướm này có địa bàn sinh sống khá rộng, từ châu Âu, Bắc Phi, châu Á băng qua Himalaya.
Môi trường sống của loài này bao gồm các không gian rộng, thoáng, cũng như các trang trại và vườn rau, vì nguồn thức ăn của chúng luôn sẵn có. Một số vị trí ưa thích bao gồm tường, hàng rào, thân cây và thường là các cây thức ăn của chúng.

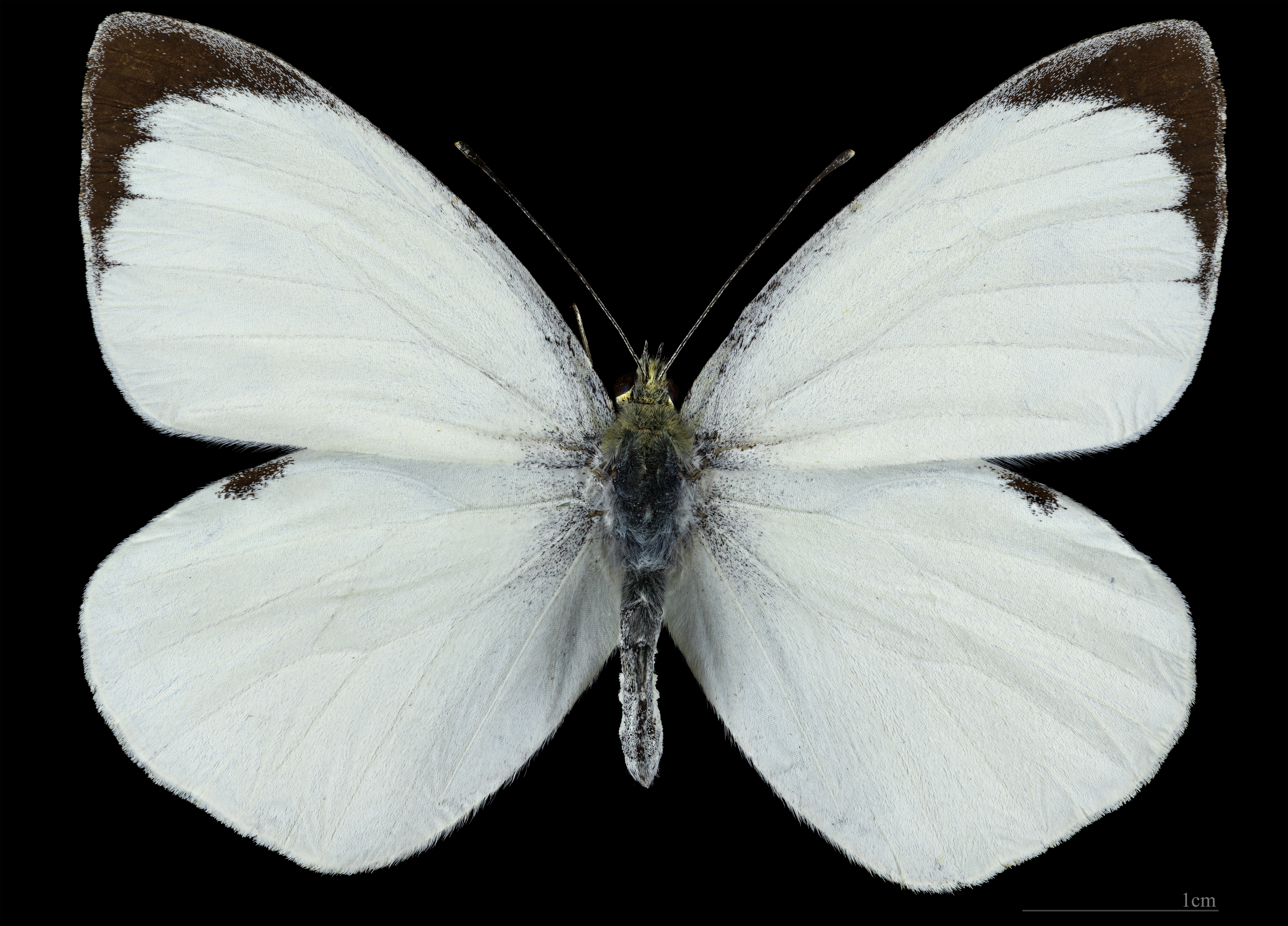
Pieris brassicae ♂
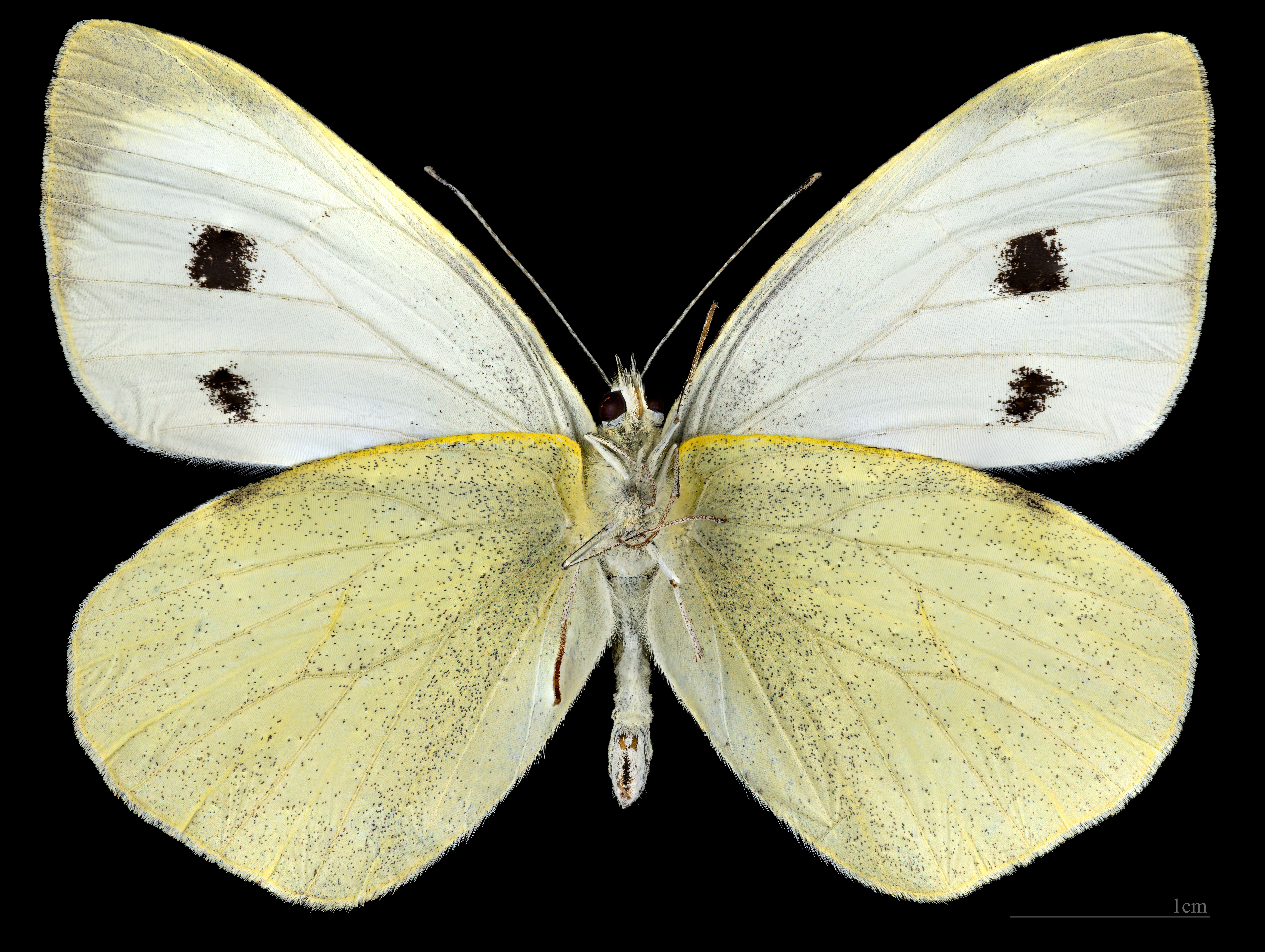
Pieris brassicae ♂  △
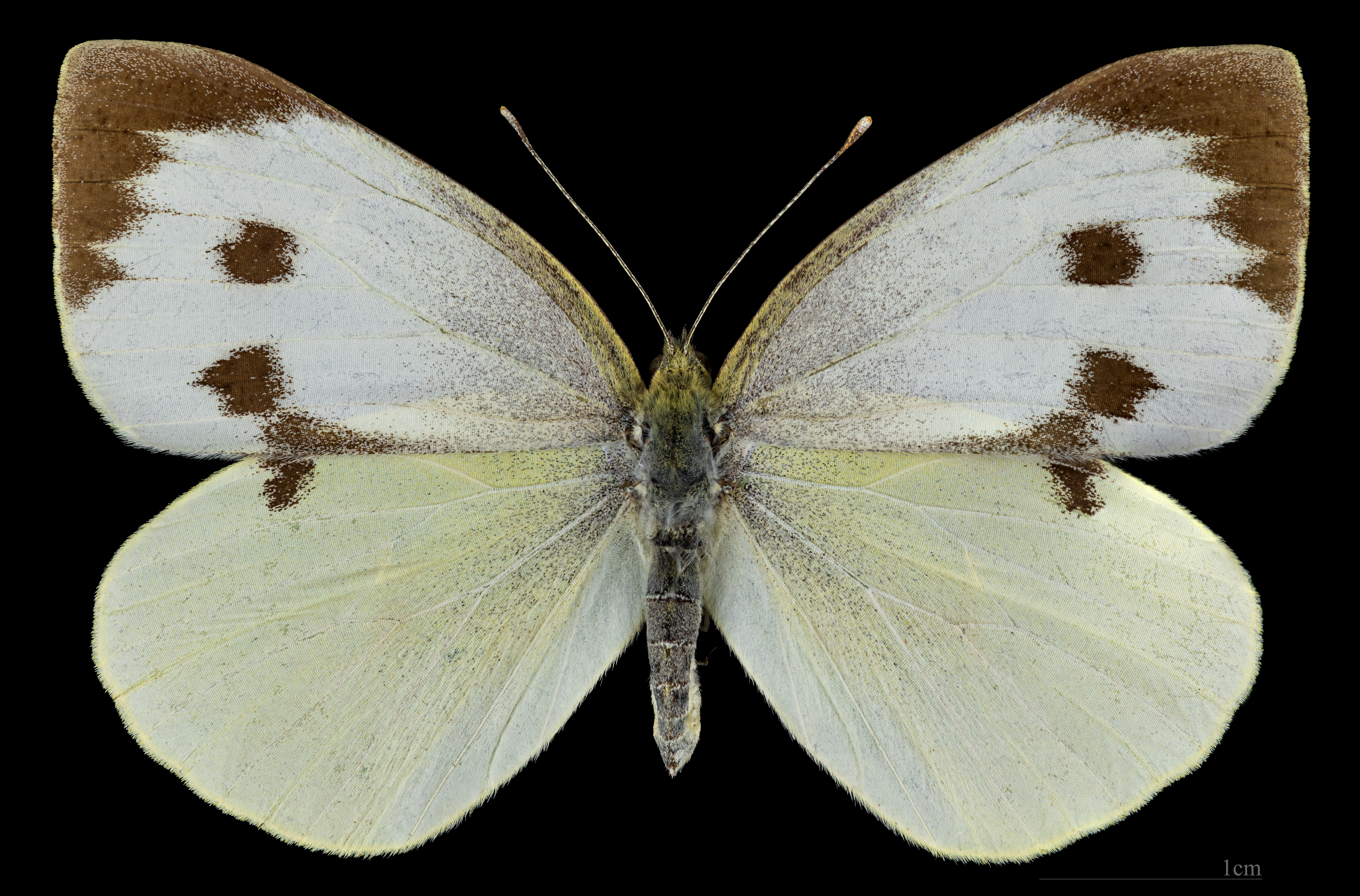
Pieris brassicae ♀
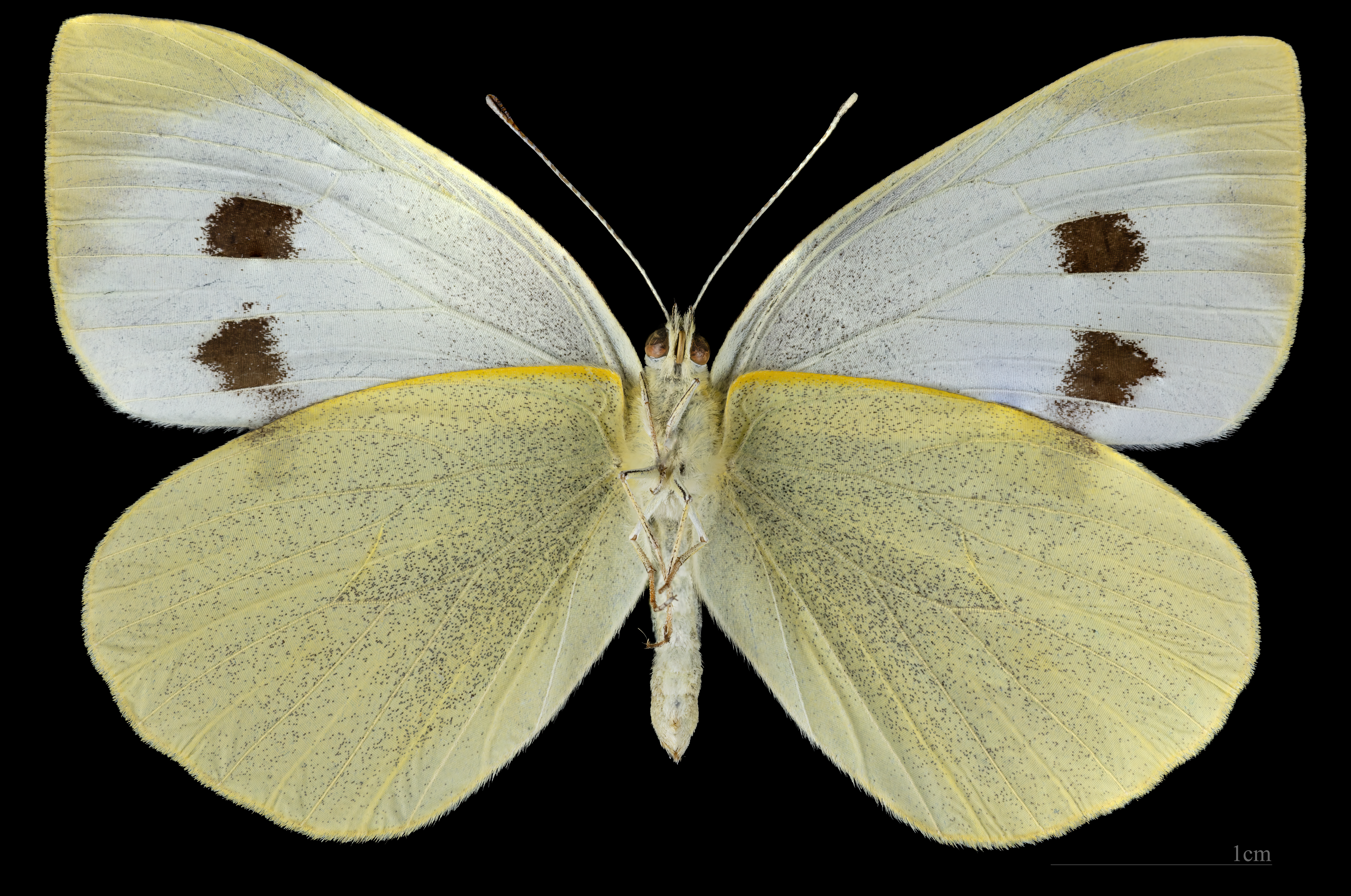
Pieris brassicae  ♀ △